# Мошница (приток Кисьмы)
Мошница (в верховье Каменка) — река в России, протекает большей частью на северо-западе Переславского района Ярославской области. Устье реки находится в 12 км по правому берегу реки Кисьма от её устья. Длина — 16 км, площадь водосборного бассейна — 67,4 км². Берёт начало из небольшого лесного болота в Переславском районе.

## Притоки
По порядку от устья к истоку:
- Безымянный (лв)[4]
- Яковлевская (пр)[5]
- Мошенка (лв)[5]

## Населённые пункты
Сельские населённые пункты около реки: Угличский район — Кривцово, Васильцово, Белоусово, Васильцово; Переславский район — Починки, Кишкино, Воскресенка, Сараево.

## Данные водного реестра
По данным государственного водного реестра России относится к Верхневолжскому бассейновому округу, водохозяйственный участок реки — Волга от Иваньковского гидроузла до Угличского гидроузла (Угличское водохранилище), речной подбассейн реки — бассейны притоков (Верхней) Волги до Рыбинского водохранилища. Речной бассейн реки — (Верхняя) Волга до Куйбышевского водохранилища (без бассейна Оки).
Код объекта в государственном водном реестре — 08010100812110000004179.